# NGC 2973
NGC 2973 je trojna zvijezda u zviježđu Zračnoj pumpi.

## Vanjske poveznice
- SEDS: NGC 2973